# Муртаз Хурцилава
Муртаз Хурцилава (на грузински: მურთაზ ხურცილავა; на руски: Муртаз Хурцилава) е грузински съветски футболист и треньор. Почетен майстор на спорта на СССР (1969).

## Кариера
Хурцилава е част от отбора на СССР, заел 4-то място на Световното първенство през 1966 г. Той е един от двамата грузински футболисти, които някога са били капитани на националните отбори на Съветския съюз - другият е Александър Чивадзе. В шампионата на СССР играе за Динамо Тбилиси във Висшата лига и Торпедо Кутаиси в Първа лига.
След края на кариерата си става треньор. През 1990 г. под негово ръководство Гурия печели купата на Грузия.
От 1997 г. до май 1999 г. той води Динамо Тбилиси.
От август 2001 г. заедно с Отари Габелия е назначен като помощник на Александър Чивадзе в националния отбор на Грузия. През април 2003 г., след като националният отбор назначава Иво Шушак, той се оттегля от поста на треньор в националния отбор. Живее в Тбилиси и се занимава със строителни работи.

## Отличия

### Отборни
Динамо Тбилиси
- Съветска Висша лига: 1964